# Ivan Terechtchenko
Pour les articles homonymes, voir Terechtchenko.
Ivan Terechtchenko (en ukrainien : Терещенко Іван Миколайович, en russe : Терещенко, Иван Николаевич) est né en 1854 à Gloukhov, dans la province de Tchernigov, dans l'Empire Russe (actuellement dans l'oblast de Soumy en Ukraine). Il est mort le 24 février 1903 (9 mars dans le calendrier grégorien) à Cannes, en France. Il était un philanthrope, collectionneur et grand propriétaire terrien ukrainien (en particulier de sucreries).

## Biographie
Avec son père et son frère Alexander, ils fondent une société d'exploitation et de raffinage de betteraves à sucre. Leurs activités s'étendent rapidement aux provinces de Tchernikov, Kiev, Volhynie, Podolie, Kharkov, Koursk et Toula.
Il soutient financièrement pendant de longues années l'atelier de l'artiste Mykola Mourachko, un de ses bons amis.
Malade de la tuberculose, il se retire sur la fin de sa vie dans le sud de la France, à Cannes où il meurt le 24 février 1903.
C'est le père de Mikhaïl Terechtchenko.